# الیسا مفیوس
الیسا مفیوس (آلمانی: Elisa Mevius؛ زادهٔ ۲۳ آوریل ۲۰۰۴) بازیکن بسکتبال اهل آلمان است که در مسابقات کشوری و بین‌المللی در مجموع برندهٔ ۱ مدال طلا شده است. مفیوس توانست در بازی‌های المپیک تابستانی ۲۰۲۴ در پاریس همراه با تیم ملی بسکتبال ۳ نفرهٔ زنان آلمان به مدال طلا دست یابد.